# 女神联盟
《女神联盟》是游族网络推出的角色扮演网页游戏。开设于2013年7月。目前该游戏除了游族网络所运营之外，也有不同的代理商参与运营。游戏剧情中，玩家作为主角拯救在游戏世界中的女神，并与其他英雄拯救世界。另外该游戏另有手游版本和续作女神联盟2，但台服在2021已經停止運營。

## 游戏设定

### 剧情
该游戏世界类似于北欧神话世界，但并非是北欧神话世界。

#### 世界观
支撑整個世界的是世界之樹，树生长出十個根鬚，将世界分为十个部分并衍生出十个女神分别守护。千万年后，世界之树的枝叶开始凋零，世界陷入一片黑暗。在此期间由玩家扮演的一位勇者在世界之树下发现了并拯救了被围困的夜之女神，从此开始了拯救世界的旅程。

### 主角
主角即玩家在游戏中所扮演的角色，名称自定。有三种选择：战士、法师、弓手。

### 英雄
英雄是玩家招募的战斗人员。分为战士、法师、射手、刺客四种职业系和蓝、紫、橙、红、金五种等级。

### 女神
女神在游戏中是玩家的重要助手。通过女神在战斗中可以对敌方进行全体攻击以及获得增益效果。每一位女神的增益效果都不同。闲置的女神可以通过护佑英雄和主角来增加其属性。